# Планалту-Алегри
Планалту-Алегри (порт. Planalto Alegre)  —  муниципалитет в Бразилии, входит в штат Санта-Катарина. Составная часть мезорегиона Запад штата Санта-Катарина. Входит в экономико-статистический  микрорегион Шапеко. Население составляет 2368 человек на 2006 год. Занимает площадь 62,632 км². Плотность населения — 37,8 чел./км².

## Статистика
- Валовой внутренний продукт на 2003 составляет 28.132.289,00 реалов (данные: Бразильский институт географии и статистики).
- Валовой внутренний продукт на душу населения на 2003 составляет 11.687,70 реалов (данные: Бразильский институт географии и статистики).
- Индекс развития человеческого потенциала на 2000 составляет 0,817 (данные: Программа развития ООН).